# Автомобильные дороги Албании
Автомоби́льные доро́ги Албании — сеть дорог на территории Албании, объединяющая между собой населённые пункты и отдельные объекты, предназначенная для движения транспортных средств, перевозки пассажиров и грузов.

## История
Значение автомобильного транспорта увеличилось в период после окончания второй мировой войны, в 1969 году около 90% объема перевозок осуществлялось автомашинами.
В 1970 году протяжённость автомобильных дорог страны достигла 1000 км.
После падения коммунизма в 1991 году началась модернизация дорожной сети Албании. Была построена первая высокоскоростная автодорога SH2, соединяющая Тирану с Дурресом через Вору. С 2000-х годов качество основных дорог значительно улучшилось, хотя они и не имеют стандартов в области проектирования и безопасности дорожного движения.
В 2002 году дорожная сеть имела протяжённость около 18 000 км, из них около 7000 км имели твёрдое покрытие.

## Современное состояние
Автомобильные дороги Албании поделены на несколько категорий и находятся в ведении Министерства транспорта и инфраструктуры.

### Rruga Autostradale
Сеть Rruga Autostradale (шоссе) находится в стадии строительства. Встречные направления конструктивно разделены, имеются по две полосы движения в каждом направлении и обочины. Кроме того, дороги оборудованы многоуровневыми развязками. Обозначения этих дорог зелёного цвета, отдельные маршруты обозначаются буквой А и номером трассы.
На уже построенных магистралях действует ограничение скорости в 110 км/час, дорожная пошлина (пока) не взимается.

### Rruga Shtetërore
Следом за шоссе идёт сеть Rruga Shtetërore (национальные дороги). Это высокоскоростные автодороги, соединяющие крупные города. Качество этих дорог может быть разным. Они могут иметь широкие участки как у шоссе, а на некоторых участках сужаться до одной полосы в каждом направлении. Эти дороги обозначаются знаками синего цвета. Знаки содержат аббревиатуру SH и номер соответствующей трассы. Максимально допустимая скорость на этих дорогах составляет 90 км/ч.

### Rruga Rrethi
Дороги между отдельными округами (Rrethi) входят в сеть Rruga Rrethi (окружные дороги). Максимально допустимая скорость на этих дорогах составляет 80 км/ч за городом и 40 км/ч в городе. Они обозначены аббревиатурой RR с соответствующим номером.

### Rruga Komunale
Второстепенные дороги между отдельными коммунами Rruga Komunale (муниципальные дороги). Эти дороги обычно имеют невысокие стандарты строительства, небольшую длину и невысокий транспортный поток. Как и на Rruga Rrethi, на этих дорогах максимально допустимая скорость составляет 80 км/ч за городом и 40 км/ч в городе. Эти дороги отмечены буквой K с соответствующим номером.